# 格連·雷亞
格倫·查爾斯·雷亞（英語：Glen Charles Rea，1994年9月3日—）是愛爾蘭的職業足球運動員，司職中後衛，現效力於英格蘭足球全國聯賽南俱樂部沃辛。

## 榮譽

### 俱樂部
卢顿
- 英格蘭足球甲級聯賽冠軍：2018–19賽季

## 外部連結
- Soccerway資料庫：格連·雷亞